# عبد الله جاسم
عبد الله جاسم (مواليد 22 فبراير 1997) لاعب كرة قدم إماراتي يجيد اللعب في الدفاع مع نادي حتا الإماراتي.

## مسيرة اللاعب
مثل نادي الوصل في الفئات السنية إلى أن وصل للفريق الأول في عام 2017 و أعير إلى نادي عجمان في صيف 2021 و انتقل بعدها إلى نادي حتا ونادي بني ياس.